# Walikale (territoire)
Walikale est un territoire du Nord-Kivu en république démocratique du Congo. Il est situé entre Bukavu et Lubutu sur la route nationale 3 (RN3), dans la vallée de la rivière Lowa, 135 km à l'ouest de Goma.
Walikale est une entité territoriale décentralisée de la province du Nord-Kivu, en république démocratique du Congo. Elle a comme chef lieu Walikale un village du même nom, situé sur les rives de la rivière Lowa, qui est desservie par la RN3 à 236 km à l'ouest du chef-lieu provincial Goma.
Le territoire de Walikale est d'une superficie de 23.475km², délimité par : 
- À l'Est : le territoire de Rutshuru (Nord-Kivu), et le territoire de Masisi (Nord-Kivu)
- À l'Ouest : Territoire de Lubutu (Maniema), et de Punia (Maniema)
- Au Nord : Territoire de Lubéro (Nord-Kivu), et de Bafwasende (Thopo)
- Au Sud: Shabunda (sud-kivu) et kalehe (Sud-kivu).

Le territoire de Walikale a deux secteurs, le secteur des Wanianga et le secteur des Bakano. Le secteur est dirigé par un chef de secteur, et subdivisé en groupement. Le groupement est dirigé par un chef coutumier appelé Mwami, et subdiviser en localités. Les localités sont sous la gestion des chefs coutumiers appelés chefs de localités. Les localités sont subdivisés en village.

## Territoire
Le territoire est divisé en 2 collectivités : Bakano (4 238 km2) et Wanianga (19 237 km2), et compte 15 groupements totalisant 90 localités. C’est le territoire le plus vaste de la province du Nord-Kivu, avec 39,46 % de sa superficie.
Plusieurs bandes armées, NDC RENOVE ou des milices de Guidon shimirayi contrôlent les forêts et ont poussé une partie importante de la population vers les grands centres. Celles-ci pratiquent souvent la chasse, le braconnage, le vol et le pillage de la population locale.
Le territoire est composé de régions terrestres et d’écorégions d’eaux fraîches. Ses forêts sont des forêts de transition dans le Nord-Est, et des forêts équatoriales, ombrophyles de terre ferme au Sud-Est et à Gilbertiodendron et Uapaca à l’Ouest.

### Population
Les peuples principaux du territoire sont :
- Kano (Rega)
- Kumu
- Tembo
- Mbute
- Nyanga
- Hunde de Walikale

Groupements
- Au secteur de Wanianga (15)
  - Goupement IKOBO
  - Groupement IHANA
  - Goupement KISIMBA
  - Groupement LUBERIKI
  - Groupement WASSA
  - Goupement WALOWA - LOANDA
  - Groupement WALOWA - YUNGU
  - Groupement WALOWA - UROBA
  - Groupement LUSALA
- Au secteur de BAKANO
  - Groupement de Bakano (Rega)
  - Groupement de Bakondjo